# Cayey (gemeente)
Cayey is een van de 78 gemeenten (municipio) in de vrijstaat Puerto Rico.
De gemeente heeft een landoppervlakte van 134 km² en telt 47.370 inwoners (volkstelling 2000).